# Xinidium davisi
Xinidium davisi là một loài bọ cánh cứng trong họ Bọ hung (Scarabaeidae).